# Mesmerismo
El mesmerismo (en francés mesmérisme), también conocido como la doctrina del «magnetismo animal», se refiere a un supuesto fluido invisible que permite el funcionamiento del cuerpo humano, pero cuya distribución errónea o un desequilibrio en el cuerpo es la causa de las enfermedades. Fue postulado junto con el método terapéutico por primera vez en el mundo occidental por el médico Franz Mesmer (1734-1815), proveniente de Alemania. Fue un término muy usado en la segunda mitad del siglo XIX.

## Historia
Mesmer es considerado como el padre de la hipnosis moderna.  Fue el primer occidental en creer en la capacidad de toda persona para curar a su prójimo usando el hipotético «magnetismo animal».

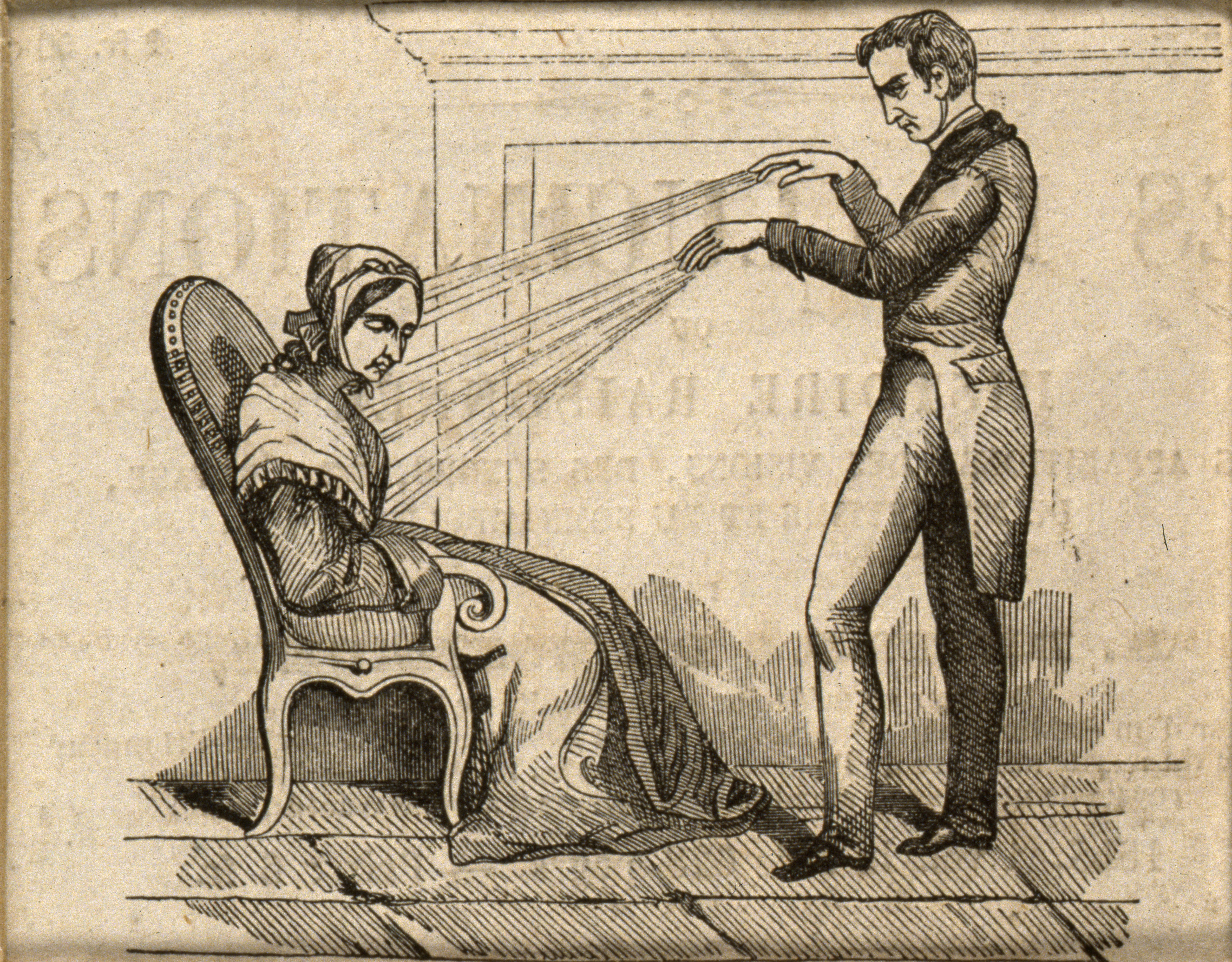
Ilustración de un practicante de mesmerismo (circa 1845)

La hipnosis tiende más al dominio del sujeto. En cambio el mesmerismo, que plantea la existencia del "Magnetismo animal", se encaminaba más al cuidado del paciente. En sus inicios Mesmer, en su establecimiento curativo fundado en Viena, no solo usó el supuesto magnetismo animal, sino que también empleó electricidad, metales y maderas.
Quizás sus creencias tenían un ligero vaho, proveniente de la tradición europea de la alquimia. Creía que todo el universo se había desarrollado de una sustancia homogénea primordial, luego diferenciada en la diversidad que conocemos. Por tanto, la madera, metales, piedras, plantas que él usaba se basaban en la afinidad con el cuerpo del enfermo, más directo aún, en la afinidad y correspondencia de los átomos y mediante el uso ya sea interno (bebidas) o externo (brazaletes y otros debidamente magnetizados) de este agente, el paciente recibía fuerza adicional para combatir la enfermedad. Según es reportado[cita requerida], Franz Mesmer hizo muchas curaciones para su tiempo, pero fue en 1774 cuando realmente dijo dar con el secreto del magnetismo, y quedar tan altamente interesado que abandonó el uso de imanes naturales. Fue aquí cuando le dio el conocido nombre de magnetismo animal y la nueva fuerza fue entonces empleada por toda Europa por una multitud de seguidores. En 1778, Mesmer ya se había instalado en París, donde huyó desde Viena por problemas personales y problemas con la "medicina oficial". Unos años después alcanzaba la fama y ocupaba un lugar en las publicaciones del país desbancando a la política.
El médico y físico alemán Karl Christian Wolfart rescató el mesmerismo en 1814. Este tuvo una gran influencia en pensadores, poetas y novelistas del Romanticismo alemán. Tanto el Misticismo alemán de Jakob Böhme y Emanuel Swedenborg beben de él. La Filosofía natural también guarda una estrecha relación con el mesmerismo. Así podemos ver claros ejemplos en las obras de Friedrich Schelling Sistema del idealismo trascendental e Ideas para una filosofía de la naturaleza y en la obra de G. H. von Schubert Vistas de los aspectos nocturnos de la ciencia natural. Aunque el libro que tuvo una mayor difusión fue Teoría del conocimiento de los espíritus del Johann Heinrich Jung en el que identifica el éter con el fluido magnético. A partir de 1810 proliferaron numerosas obras como Archivo del magnetismo animal de D. G. von Kiese en el que argumenta que el agente magnético es el poder interior de la tierra frente a los poderes antitelúricos que proceden del sol. También en esta época son famosas las parejas de pacientes y magnetizadores, siendo la más famosa de ellas la formada por Justinus Kerner y una vidente de Prevorst.

### Comisión Real
Mesmer nunca dio una explicación científico-natural de su terapia por lo que el mesmerismo fue examinado científicamente por una Comisión Real Francesa creada en 1784 por Luis XVI. La comisión incluía a Michel Joseph Majault, Benjamin Franklin, Jean Sylvain Bailly, Jean-Baptiste Le Roy, Charles Louis Sallin, Jean Darcet, Jean François Borie, Joseph-Ignace Guillotin, Antoine Lavoisier, Poissonnier, Claude-Antoine Caille, Mauduyt de la Varenne, Andry, y de Jussieu.
La Comisión tomó como objetivo el demostrar la existencia de un «nuevo fluido magnético animal», no corroborar que las prácticas de Mesmer fuesen efectivas . Concluyeron que no había evidencia de la existencia de tal fluido, por lo que menospreciaron la obra de Mesmer y aseguraron que sus incidencias y progresos eran producto de «imaginaciones»,
En 1825 hubo una segunda investigación, pero el reporte fue nuevamente dejado de lado una vez más.

### Mesmerismo, Socialismo utópico y Socialismo premarxista
Además de Jean-Paul Marat, entre sus seguidores se encontraban los que serían las figuras revolucionarias de Francia: Nicolas Bergasse, Lafayette, Jacques Pierre Brissot, Adrien Duport y Jean-Louis Carra entre otros. Esto llevó a convertir el mesmerismo en una teoría social.

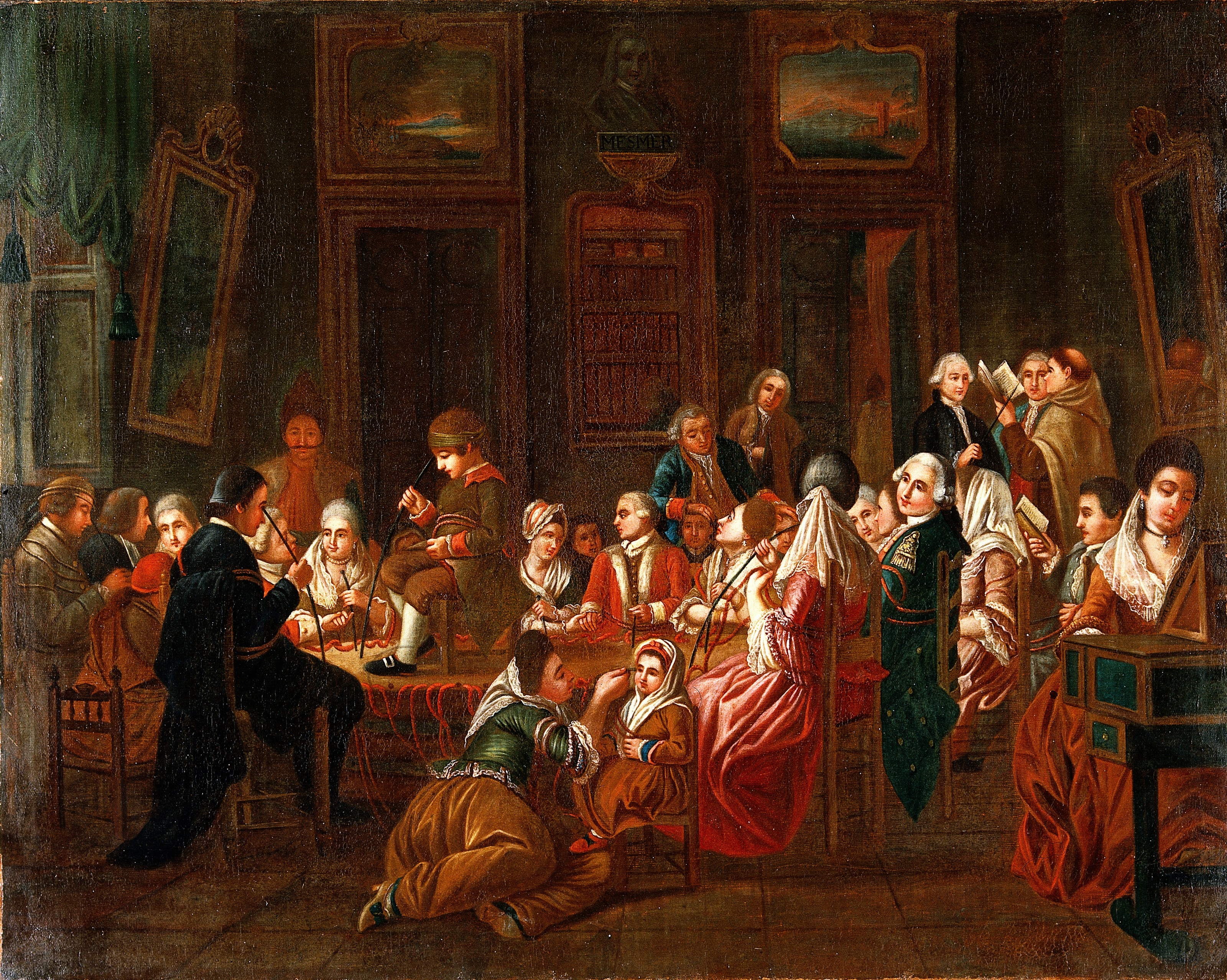
Terapia mesmérica en la que aparece Maria Theresia von Paradis al piano (autor desconocido, 1778-1784)

Nicolás de Bonneville y Claude Fauchet, influenciados por Mesmer, Mably y Rousseau; desarrollaron un comunismo utópico de constructos especulativos que ayudados por los ideales revolucionarios tuvieron cierto recorrido. También Charles Fourier estuvo influenciado por el mesmerismo para conseguir «relaciones armónicas de producción» que acabasen con el «caos social». A través de los discípulos de Mesmer, Henri de Saint-Simon, gran admirador de Newton, entró de lleno en contacto con sus teorías.
En Inglaterra entre 1780 y 1800 tuvo un gran florecimiento y nunca llegó a acabar su influencia entre la clase obrera. Según Mesmer los derechos y medios para que el hombre sea feliz se los ha procurado la naturaleza. La sociedad habría interrumpido esto según su discípulo Bergasse. Para volver a formar parte de la naturaleza haría falta una ciencia natural orientada hacía el bienestar del hombre como es el mesmerismo. 
Robert Owen estaba totalmente convencido del mesmerismo. Atribuye al capitalismo el diseño deficiente del hombre y la inhibición natural que tiene. Le atribuye al capitalismo corrupto la creación de un hombre corrupto. Es por lo que se debe escapar de la influencia que ejerce el capitalismo sobre la educación del hombre. La manera de conseguirlo es la reorganización de la sociedad según el modelo y los rasgos característicos de la Naturaleza. Esta reorganización exige el acceso de los hombres pobres a la Ciencia y por lo tanto a la Cuba de Mesmer. Mediante ésta las personas y el cosmos estarían vinculados armónicamente eliminando la alienación. Con ayuda del mesmerismo se reuniría al hombre bajo una ciencia que se centra en la vida y no en los mecanismos sociales que el capitalismo había convertido en máquinas. El mesmerismo exigiría dignidad, comunidad y democracia. Owen mostraba que el ser humano podía tomar parte en ello si se dispone de ganas de entrenar y un mínimo de talento.
Entre los seguidores de Owen y de Mesmer en Inglaterra se da la variante del freno-mesmerismo para alcanzar esa sociedad ideal. El freno-mesmerismo se basa en tres pilares fundamentales en los que también se basaran las primeras teorías 
proletario-biologistas antes de la aparición de Darwin: «El hombre es plástico, educable para el bien», «Las circunstancias determinan al hombre» y «El hombre es algo más que un miembro funcional dentro de un mecanismo social». Friedrich Engels, que cuando llega a Mánchester esta teoría estaba en auge gracias al médico mesmerista Spencer Timothy Hall y al owenista Edward Thomas Craig, ve en ella un galimatías de gran peligro para el Socialismo científico. Karl Marx que desconfiaba de la teoría que expuso Roland Daniels en su Mikrokosmos, se mostró interesado por el mesmerismo y el propio Daniels, para quien el mesmerismo es «charlatanería» le recomendó bibliografía en una carta en la que escribía «como sé de tu entrega al mesmerismo, te señalo como compensación el título de un breve tratado» escrito por John Forbes en 1845: Mesmerism True-Mesmerism False: A Critical Examination of the Facts, Claims, and Pretentions of Animal Magnetism. With an Appendix Containing a Report of Two Exhibitions by Alexis. (Mesmerismo Verdad-Mesmerismo Mentira: Un examen crítico de los hechos, afirmaciones y pretensiones del magnetismo animal. Con un apéndice que contiene un informe de dos exposiciones de Alexis.

## Técnica
El flujo Mesmer entendía la salud calibre del proceso de la vida a través de cientos de canales eléctricos que recorren el cuerpo humano. La enfermedad sería causada por los obstáculos, sin tocarlo.
Hoy en día, y al margen de la evidencia científica, supone que — como afirman otros métodos de inducción de trance hipnótico —, aquellos pases favorecían la liberación del espíritu, abriendo el subconsciente del paciente, cuya voluntad quedaba vulnerable a toda suerte de sugestiones.

## Otro método

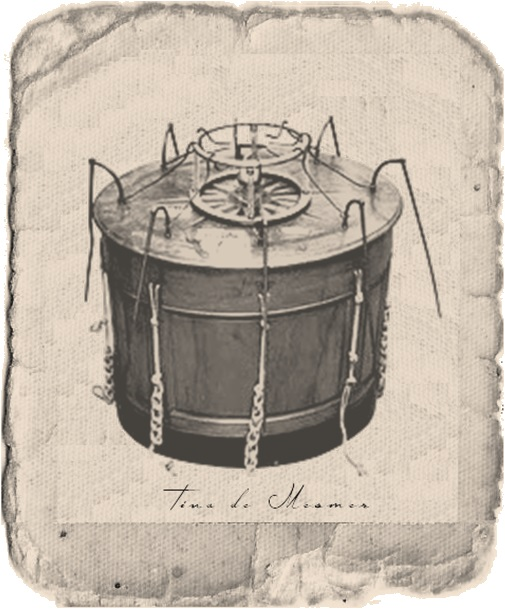
Cuba de Mesmer

Otros aseguran que Mesmer hacía que un grupo de curiosos voluntarios formaran un círculo, permaneciendo sentados, tomándose de las manos y formando una cadena humana, en cuyos extremos, dos de los asistentes introducían sendas barras metálicas en diferentes soluciones hidroelectrolíticas (cuba de Mesmer), de manera que hacían circular por sus cuerpos una suave corriente eléctrica. Ésta trasmitía al sistema nervioso cierta clase de sensaciones, producto de la propia corriente y de los cambios provocados en la propia composición electrolítica de los fluidos corporales.

## Propósito
Se supone que Mesmer no entendía claramente la naturaleza de sus experimentos ni de sus consecuencias, aunque lo explotaba con fines comerciales.
Tuvo mucha oposición de parte de los catedráticos de su época. Muchas de las fuentes de hoy son debidas al informe de Bailly, que quiso eliminarlo por completo. En esencia el propósito del mesmerismo era la curación de enfermedades.

## El mesmerismo en la cultura popular
- En el libro de E. T. A. Hoffmann, El magnetizador, se toca el tema del magnetismo animal.
- Este término también fue empleado en el siglo XIX por una congregación religiosa llamada "Ciencia cristiana". Describía las influencias mentales maliciosas o ignorantes (imperceptibles o a las que no se les presta atención), y que dependen de que los sujetos crean en ellas.
- Arthur Schopenhauer escribió un tratado titulado Ciencias ocultas y magnetismo animal, así como el Ensayo sobre las visiones de fantasmas.

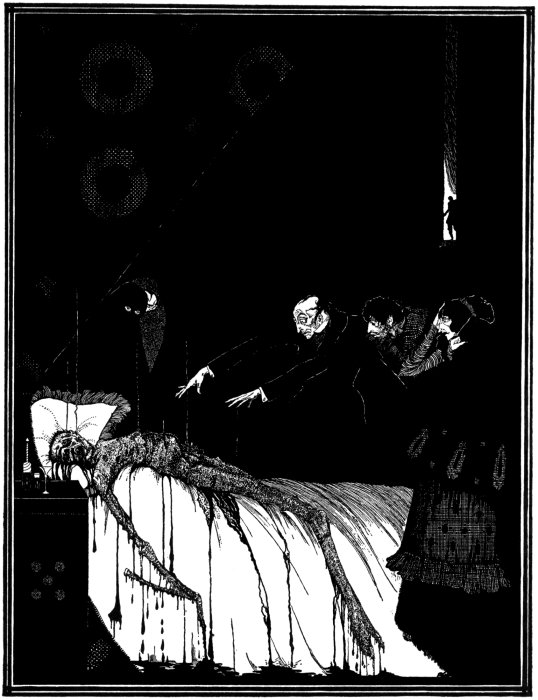
Ilustración para "La verdad sobre el caso del señor Valdemar" de Poe. (Harry Clarke, 1919)

- En su ópera Cosi fan tutte, Mozart incluye una escena -cómica- de un falso doctor curando a dos falsos envenenados con la ayuda de una "piedra mesmérica": "Aquí tenéis el famoso imán, piedra mesmérica, originaria de Alemania y que se hizo célebre en Francia" (Acto I, escena 4.ª: "Questo é quel pezzo di calamita:/pietra mesmerica,/ch'ebbe l'origine nell'Alemagna/che poi si celebre/là in Francia fu").
- Edgar Allan Poe en los cuentos La verdad sobre el caso del señor Valdemar y en Revelación mesmérica describe los hipotéticos efectos de la mesmerización en un moribundo. También la teoría mesmérica, un médico adepto a ella, y el propio Mesmer, son mencionados en su cuento Un cuento de las Montañas Escabrosas.
- En la novela La guarida del Gusano Blanco de Bram Stoker, uno de los villanos principales es descendiente de un discípulo de Mesmer, y tiene poderes mesméricos que usa para el mal; además de una serie de herramientas e instrumentos que pertenecieron al propio Mesmer heredadas de ese antepasado.
- En la novela El Ejército de los Sonámbulos de Wu Ming, D'Amblanc, el médico discípulo de Mesmer, recibirá el encargo de investigar qué hay de cierto y quién puede estar creando un ejército de sonámbulos para los contrarrevolucionarios monárquicos de la Revolución Francesa.
- El cuarto disco de estudio de la banda de rock System of a Down se llama Mezmerize(mesmerizar).
- En la canción The Caterpillar de la banda de rock británica The Cure, termina una estrofa con la frase "you got me hypnotized/I´m mesmerized/ your flames´re the flames/ that kiss me dead.
- Episodio El pacto, de Historias para no dormir, de Narciso Ibáñez Serrador.
- En la novela Monsieur Pain del escritor chileno Roberto Bolaño, se utiliza este método para curar el hipo de César Vallejo.
- Tanto la figura de Mesmer como sus postulados gravitan en torno a la novela de Peter Sloterdijk El árbol mágico.
- El grupo gótico ambiental Dead Can Dance publicó una canción titulada Mesmerism, incluida en su álbum Spleen and Ideal en 1985.
- En Vampyr (2018), Jonathan Reid, tiene la habilidad de "mesmerizar" ciudadanos tanto para acceder a sus secretos como para dominarlos.
- Es un elemento importante en la trama de la primera temporada de la serie estadounidense de la cadena HBO, Watchmen, de 2019.
- Morbius, el villano y antihéroe de Marvel Comics, la adquirió como habilidad tras su metamorfosis vampírica.